# Angriff auf das Hotel Mona (Mogadischu)
Bei dem Angriff auf das Hotel Mona in Mogadischu wurden am 24. August 2010 mindestens 32 Menschen getötet, darunter sechs Abgeordnete, vier Regierungsmitarbeiter und der stellvertretende Regierungschef, Abdirahman Hadschi Adab Ibbi. Die Angreifer waren Angehörige der al-Shabaab-Milizen. Diese bekannten sich auch zu dem Anschlag.

## Hintergrund
Der Angriff war eingebettet in eine Offensive der al-Shabaab-Milizen, welche am Tag zuvor, am Montagmittag des 23. August, im Norden, Süden und Westen von Mogadischu begonnen hatte. Die Offensive richtet sich unter anderem gegen die Truppen der Afrikanischen Union, AMISOM.

## Verlauf
Drei schwer bewaffnete und als Regierungsbeamte verkleidete Männer stürmten das Hotel und erschossen alle Anwesenden. Anderen Quellen zufolge soll sich zudem ein Selbstmordattentäter neben der Rezeption in die Luft gesprengt haben. Danach flohen zwei der Angreifer auf das Dach, wo sie sich selbst mit ihren Sprengstoffgürteln töteten. Der Dritte konnte verhaftet werden.

## Reaktionen
Der somalische Informationsminister Abdirahman Omar Osman verurteilte die Tat. Parlamentspräsident Sharif Hassan Sheikh Aden vermutete einen Blockadeversuch der Rebellen. Die Afrikanische Union verurteilte den Angriff.